# Ганс Вагнер (генерал)
Ганс Вагнер (нім. Hans Wagner; 11 березня 1896, Саарбрюкен — 14 травня 1967, Ульм) — німецький воєначальник, генерал-лейтенант вермахту. Кавалер Лицарського хреста Залізного хреста.

## Біографія
2 серпня 1914 року вступив добровольцем в армію. Учасник Першої світової війни. 30 квітня 1920 року демобілізований і вступив у поліцію. 1 квітня 1935 року перейшов у вермахт. З 24 листопада 1938 року — командир 2-го дивізіону 114-го артилерійського полку, з 20 серпня 1940 року — 5-го артилерійського, з 1 червня 1943 року — 411-го артилерійського полку. З 1 вересня по 1 листопада 1943 року пройшов курс командира дивізії. З 25 листопада 1943 по 8 травня 1945 року — командир 269-ї піхотної дивізії. Після війни став членом міської ради Ульма.

## Звання
- Доброволець (2 серпня 1914)
- Єфрейтор (1 січня 1915)
- Унтерофіцер (18 травня 1916)
- Заступник офіцери (11 листопада 1916)
- Лейтенант резерву (10 грудня 1916)
- Оберлейтенант поліції (20 червня 1920)
- Гауптман поліції (9 квітня 1925)
- Майор поліції (30 січня 1935)
- Гауптман (1 квітня 1935)
- Майор (1 грудня 1935)
- Оберстлейтенант (1 січня 1939)
- Оберст (1 грудня 1941)
- Генерал-майор (1 листопада 1944)
- Генерал-лейтенант (1 грудня 1944)

## Нагороди
- Залізний хрест
  - 2-го класу (23 грудня 1916)
  - 1-го класу (9 листопада 1918)
- Нагрудний знак «За поранення» в чорному
- Почесний хрест ветерана війни з мечами (1934)
- Медаль «За вислугу років у Вермахті» 4-го, 3-го, 2-го і 1-го класу (25 років)
- Застібка до Залізного хреста
  - 2-го класу (1 жовтня 1939)
  - 1-го класу (8 червня 1940)
- Німецький хрест в золоті (26 грудня 1941)
- Медаль «За зимову кампанію на Сході 1941/42» (30 липня 1942)
- Лицарський хрест Залізного хреста (18 квітня 1943)